# Nicolas François Blaux
Nicolas François Blaux, né le 5 septembre 1729 à Rambervillers (duché de Lorraine, actuel département des Vosges), mort le 26 mai 1822 à Ancy-sur-Moselle (département de la Moselle), est un homme politique de la Révolution française.

## Biographie
Son père, Jacques Blaux, est cabaretier. 
Il est avocat en 1751, officier dans la garde nationale de Sarreguemines en 1789, et maire de Sarreguemines de novembre 1790 à 1792.

### Mandat à la Convention
La monarchie constitutionnelle, mise en application par la constitution du 3 septembre 1791, prend fin à l'issue de la journée du 10 août 1792 : les bataillons de fédérés bretons et marseillais et les insurgés des faubourgs de Paris prennent le palais des Tuileries. Louis XVI est suspendu et incarcéré avec sa famille à la tour du Temple. 
En septembre 1792, Nicolas François Blaux, alors maire de Sarreguemines, est élu député du département de la Moselle, le sixième sur huit, à la Convention nationale. 
Il siège sur les bancs de la Gironde. Lors du procès de Louis XVI, il vote « la détention, puis le bannissement à la paix », se prononce contre l'appel au peuple mais en faveur du sursis à l'exécution de la paix. Le 13 avril 1793, il est absent lors du scrutin sur la mise en accusation de Jean-Paul Marat. Le 28 mai, il vote en faveur du rétablissement de la Commission des Douze.
Le 3 octobre 1793, après le rapport de Jean-Pierre-André Amar (député de l'Isère), membre du Comité de sûreté générale, Nicolas François Blaux est décrété d'arrestation pour avoir signé la protestation contre les journées du 31 mai et du 2 juin. Le 13 vendémiaire an III (4 octobre 1794), il publie avec plusieurs de ses codétenus une adresse, Cambon plaidant la cause de ses 73 codétenus ou La vérité sur les évènements du 31 mai. Lui et les autres protestataires sont libérés et réintégrés à leur poste le 18 frimaire an III (8 décembre 1794).

Le 25 ventôse an III (le 15 mars 1795), Nicolas François Blaux est envoyé en mission dans le département de la Somme « pour y faire maintenir la libre circulation des grains ». Le 14 germinal (le 3 avril), il est violemment agressé à Amiens : 
[...] une foule de citoyens des deux sexes sont venus [...] m'ont forcé de les suivre à la maison commune, où j'ai- été insulté, m'ont emmené de force à l’évêché [...] ; on m'y a entraîné de force et outragé de coups de pied dans les jambes et les cuisses, de coups de bâton et de poing sur la tête et tout le corps, m'ont terrassé à plusieurs reprises, ont marché sur moi, ont arraché mes cheveux, mis mon habit, ma veste et ma chemise en lambeaux, m'ont enlevé mes souliers et boucles, mon mouchoir et ma tabatière et une paire de gants et m'étranglaient au point que deux secondes plus tard, sans un secours qui m'est arrivé, j'étais mort.

### Mandat aux Anciens
Sous le Directoire, en vendémiaire an IV (octobre 1795), Nicolas François Blaux est réélu député et siège au Conseil des Anciens. Il est tiré au sort pour quitter le Conseil le 1er prairial an VI (le 20 mai 1798). Il se retire dans la vie privée après ce mandat. 

## Mandats
- 07/09/1792 - 26/10/1795 : député du département de la Moselle à la Convention nationale – Gironde
- 26/10/1795 - 20/05/1798 : député au Conseil des Anciens - Droite

## Publications
- Arrêté du représentant du peuple Blaux, en mission dans le département de la Somme, notifiant la révocation des citoyens Poulain-Cotte, Lefebvre-Bouchon, Joiron-Maret, Saint-Riquier, Dupont-Roussel, Herbet et Cordier-Jérosme... Amiens : impr. des Associés, (an III). In-fol. Plano
- Blaux, membre du Conseil des Anciens, au citoyen Tronchet, son collègue au même Conseil (Discussion au sujet des domaines congéables). Paris : Baudouin, (s. d.). In-8°. Pièce
- Blaux, membre du Corps législatif au Conseil des Anciens, à ses collègues, membres des deux Conseils. [Paris] : impr. de Du Pont, [1796]. In-8°, 13 p.
- Cambon plaidant la cause de ses 73 collègues détenus, ou La vérité sur les événemens du 31 mai. [Paris] : Impr. de F. Porte, [s.d.]. In-8°,  8 p.
- Compte rendu à la Convention nationale, par Blaux,... de la dépense par lui faite pendant la mission qu'il a remplie dans les départemens de la Moselle et du Bas-Rhin, depuis le 1er février 1793 (vieux style) jusqu'au 28 mai suivant (Paris) : Impr. nationale, pluviôse an III. In-8.
- Convention nationale. Compte rendu par Blaux, représentant du peuple, des dépenses qu'il a faites dans sa mission dans le département de la Somme. Imprimé par ordre de la Convention nationale. (Paris) : Impr. nationale, fructidor an III. In-8°, Pièce
- Corps législatif. Conseil des Anciens. Opinion de Blaux sur la résolution du 16 brumaire concernant la loi du 3 brumaire an IV. Séance du 7 frimaire. Paris : Impr. nationale, an V. In-8°, 14 p.
- Corps législatif. Conseil des Anciens. Opinion de Blaux sur la résolution du Conseil des Cinq-Cents du 17 thermidor an V relative au domaine congéable. Séance du 21 vendémiaire an VI. (Paris,) : Impr. nationale, an VI. In-8°, 62 p.
- Lettre du Cn Blaux, etc. à Laurent Lecointre, etc. (s. l. n. d.). In-8 °. Pièce
- (Placard contenant une lettre du représentant Blaux, datée du 8 prairial de l'an III, au Conseil général de la commune d'Amiens, pour demander la dénonciation des terroristes et Jacobins de la commune, ainsi que les décisions prises par le Conseil général à l'occasion de cette lettre.). (Amiens) : impr. de F. Caron-Berquier, (s. d.). In-fol. plano
- Proclamation. Le Représentant du peuple Blaux, en mission dans le département de la Somme. Aux bons citoyens de toutes les communes de ce département. (20 Prairial an 3). (Amiens). Imp. de F. Cason-Berquier, (s. d.). In-fol. Plano